# Histoire du renseignement français
Cet article traite de l'histoire du renseignement en France et des services de renseignement français.

## Moyen Âge

### Les services secrets chez les Normands
Les sources rapportent que les Normands employèrent en plusieurs occasions des méthodes assimilables à l'espionnage et à la désinformation. 

### Chrétienté et Islam
Les relations entre l'Occident chrétien et l'Orient musulman par le biais des pèlerinages à Jérusalem furent fréquemment marquées par des soupçons d'espionnage envers les pèlerins.
En 720, Willibald, prêtre anglo-saxon en pèlerinage en Terre sainte, se fait arrêter à Homs sous accusation d'espionnage.
En 865, Bernard, un moine breton également parti en Terre sainte, est également étroitement surveillé par les autorités musulmanes. En 1217, maître Thietmar, frère mineur de Westphalie, subit à son tour des contrôles et la captivité. En 1323, Symon Semeonis, un frère mineur irlandais, est également suspecté d'espionnage.
En dehors de ces simples affaires de suspicion, il y eut effectivement des Occidentaux à voyager en territoire musulman pour recueillir des informations en vue d'organiser de nouvelles croisades. Ainsi dans la première moitié du XVe siècle, Emmanuel Piloti, traverse différents territoires de l'Islam (Égypte, Palestine, etc.) et à son retour adresse à son maître Philippe le Bon, duc de Bourgogne — qui en février 1454, s'était engagé par les Vœux du faisan à partir en croisade — un traité intitulé Traité sur le passage en Terre sainte et selon le propre aveu de son éditrice en 1997, son titre devrait être corrigé en Traité d’Emmanuel Piloti sur l’Égypte et les moyens de conquérir la Terre sainte.

### Entre France et Angleterre

#### La guerre de Cent Ans
Les conflits entre les Capétiens et Plantagenêt, notamment la guerre de Cent Ans, furent des périodes d'emploi fréquent d'observateurs, souvent des gens du cru stipendiés et qualifiés dans les sources d'« espié ».
Charles de Blois, assiégeant Quimper, fut espionné au profit des Anglais par une pauvresse à laquelle pourtant il avait offert des aumônes. Dans les années 1425-1429, le duc de Bretagne dispose d'un espion chez son allié anglais, à Londres. Son réseau était, semble-t-il, dirigé par le sire du Juch en plusieurs occasions ambassadeur de Bretagne en Angleterre.
Dans les années 1430 et 1440 les Anglais emploient différents habitants du Cotentin pour surveiller les mouvements de troupes françaises.

### Les toiles de l’«Universelle aragne»
C'est avec Louis XI de France que se développent réellement l'espionnage et l'action subversive : refusant systématiquement l'affrontement militaire avec son ennemi Charles le Téméraire, il l'emportera finalement en lui suscitant sans fin des ennemis, de la révolte de Liège en 1468 (provoquée par des agents français, et dont Louis XI devra publiquement soutenir la répression par Charles) jusqu'à la guerre déclarée à Charles par la Confédération des cantons suisses en 1474, encouragée et financée par Louis XI, guerre où Charles et l'état bourguignon périront[source insuffisante].

## Époque moderne
Au XVIIIe siècle, le prince de Conti dirige un service de renseignements appelé le « Secret du Roi » dont l'un des agents les plus célèbres est le chevalier d'Éon, transformiste de talent.

## Révolution française
Le Comité de sûreté générale, créé par la Convention le 2 octobre 1792 lors de la Révolution Française, reçut et encouragea les dénonciations. Il établit des dossiers contre des hommes politiques et les transmit au Ministère Public. Il recruta des « espions », appelés des « mouches », et  particulièrement des indicateurs de prison comme Jean-Baptiste Dubois dit Dossonville, Louis-Guillaume Armand et Louis-François de Ferrières-Sauvebeuf. Il monta toutes les grandes affaires politiques de l’époque, notamment les amalgames tels que les procès des Girondins, celui des Hébertistes ou Exagérés, celui des Dantonistes ou Modérés et celui dit des chemises rouges.

## Empire napoléonien
Méhée de Latouche, Galon-Boyer, Mme de Bonneuil, Mme de Rochechouart, Sandillaud du Bouchet, tous les ambassadeurs de Napoléon dont Bourrienne, Sémonville, Otto et Beurnonville, le préfet de police Desmarets et son parent le banquier Perrégaux, et surtout Charles-Maurice de Talleyrand et Joseph Fouché eurent à connaître de l'espionnage et du contre-espionnage du Directoire à l'Empire.
Charles Louis Schulmeister fut réputé être un agent au service de l'empereur Napoléon Ier.

## La Troisième République

### France-Allemagne

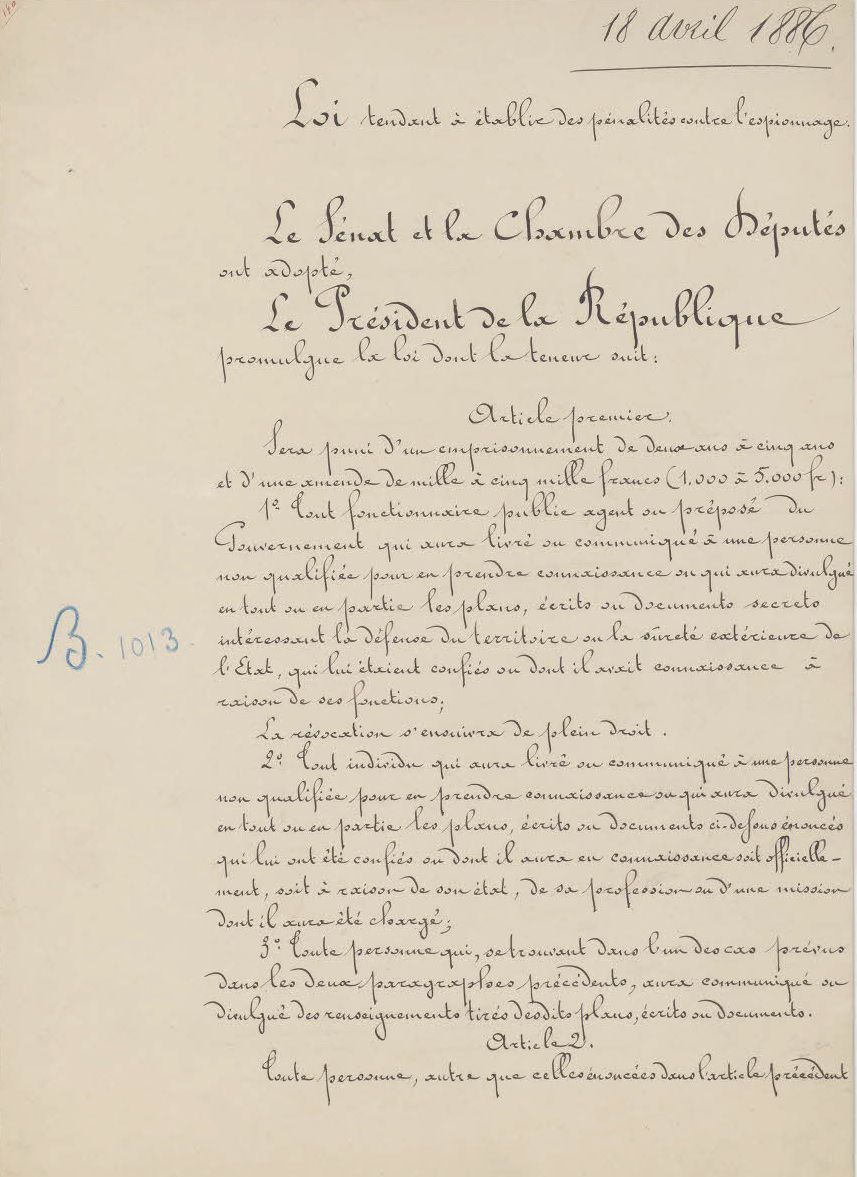
Loi du 18 avril 1886 tendant à établir des pénalités contre l’espionnage. Archives nationales de France.

Après la guerre franco-prussienne de 1870, les relations entre la France et l'Allemagne sont entremaillées d'accusations d'espionnage, il y eut d'abord l'affaire Schnaebelé en 1887, mais surtout l'affaire Dreyfus en 1894, qui débuta par une affaire d'espionnage.
Cela se poursuit jusqu'à la Première Guerre mondiale, au cours de laquelle Mata Hari est fusillée pour délit d'espionnage.

### Troisième République
Le premier des grands services de renseignement français est le Deuxième Bureau, le service de renseignement de la Troisième République. Ce service met en place les premières capacités d'interceptions technologiques de la France. Il constitue le patrimoine clandestin qui a été transmis à tous les services de renseignement extérieurs depuis.

## La Seconde Guerre mondiale

### Service du régime de Vichy
Le Deuxième Bureau est, officiellement, dissous après l'armistice de 1940. Les services de renseignements militaires sont clandestinement restructurés pour échapper au régime de Vichy, qui met la main sur le Bureau et réorganise le renseignement.
Le colonel Louis Rivet dirige une partie des renseignements avec Paul Paillole sous son autorité au contre-espionnage militaire offensif. En août 1942, sous la pression allemande, les BMA sont dissous par Pierre Laval, aussitôt remplacés par un Service de Sécurité Militaire (SSM) par décret signé du même Laval ; Rivet démissionne et rejoint Alger.

### Service de la France libre
Simultanément, la France libre met en place, à Londres, son propre service de renseignement, le « 2e Bureau » puis le Bureau central de renseignements et d'action (BCRA), sous la direction du colonel Passy (André Dewavrin).
Tous les agents du 2e bureau prirent pour pseudonymes des noms de stations de métro parisien. Le producteur de cinéma Gilbert Renault (colonel Rémy) crée le réseau le plus important et le plus actif en France, la Confrérie Notre Dame. L'ampleur de la tâche nécessite une organisation des services. Ainsi est créé le Bureau central de renseignement et d'action (BCRA), dont Passy demeure le chef et qui se transformera à mesure que ses activités et ses responsabilités s'étendront. mais le souci central reste celui des liaisons et des transmissions. Parachutages, atterrissages et débarquements sur les côtes ne sont possibles que dans des périodes où la lune le permet. Sur les dix-neuf opérations organisées par le BCRA au second semestre de 1942, une seule réussira. Les liaisons radio sont également difficiles et risquées.
En juillet 1940, l'Angleterre pense, à juste titre, être menacée d'une invasion de l'armée allemande. Winston Churchill, premier ministre britannique, exige des renseignements précis sur son dispositifs et ses plans. Le chef de l'Intelligence Service alla trouver de Gaulle pour lui demander ses services. Il le renvoya au chef de son 2e bureau, le capitaine Dewavrin (Passy). Ainsi débutait l'action que la France libre allait mener. Parallèlement se développait au sein de l'Etat français de Vichy une action de contre-espionnage 1940-45 en AFN et en France occupée.
Le rapprochement entre Giraud et de Gaulle permet une fusion des deux services. Le décret du 19 novembre 1943 du comité français de la Libération nationale ordonne la fusion du BCRA et des services de renseignement de Rivet dans une nouvelle structure, la Direction générale des services spéciaux (DGSS), dirigée par Jacques Soustelle. La DGSS reprend la forme du Deuxième Bureau. Le 26 octobre, 1944, la DGSS est renommée en Direction générale des études et recherches.
De Gaulle crée le 24 septembre 1941 le Comité national de la France libre, qui avait déjà une structure de gouvernement. Il fut décidé que toutes les missions d'ordre militaire, de renseignement et d'action dépendrait de son état-major et du BCRA, et que toute l'action politique en France serait de la responsabilité du commissaire à l'intérieur, André Diethelm.
Jean Moulin, ancien préfet, va être considéré comme le représentant de Gaulle en vue d'unifier la résistance intérieure. C'est par le réseau que dirige Rémy que sont pris les contacts les plus importants. Le journaliste socialiste Pierre Brossolette devient le plus proche collaborateur de Passy au BCRA.

## Depuis la Libération

### Période contemporaine
- 23 janvier 2006 : Loi relative à la lutte contre le terrorisme[8].
- 29 octobre 2007 : La direction nationale du renseignement et des enquêtes douanières (DNRED) devient un service à compétence nationale[9].
- 9 octobre 2007 : création de la délégation parlementaire au renseignement (DPR), commune au Sénat et à l'Assemblée nationale[10].
- 1er juillet 2008 : suppression de la direction de la Surveillance du territoire et de la direction centrale des Renseignements généraux. Création de la direction centrale du Renseignement intérieur (DCRI)[11] et de la sous-direction de l'information générale (SDIG).
- 13 juillet 2010 : création de l’Académie du renseignement[12].
- 13 janvier 2010 : création du Conseil national du renseignement (CNR) et du coordonnateur national du renseignement[13].
- 18 décembre 2013 : Loi de programmation militaire[14]
  - création de l’inspection des services de renseignement (ISR)[15].
- mai 2014 : La DCRI devient direction générale de la Sécurité intérieure (DGSI)[16] et la SDIG devient le service central du renseignement territorial (SCRT)[17].
- 24 juillet 2015 : Loi relative au renseignement[18]
  - la Commission nationale de contrôle des interceptions de sécurité devient la Commission nationale de contrôle des techniques de renseignement[19],
- 14 juin 2017 : le coordonnateur national du renseignement devient le coordonnateur national du renseignement et de la lutte contre le terrorisme et un centre national de contre-terrorisme est placé auprès de lui[20].
- 30 octobre 2017 : Loi renforçant la sécurité intérieure et la lutte contre le terrorisme[21].
- 13 juillet 2018 : Loi de programmation militaire 2019-2025[22].
- 30 juillet 2021 : Loi relative à la prévention d'actes de terrorisme et au renseignement[23].
- 29 juin 2023 : Création de la direction nationale du renseignement territorial (DNRT) en remplacement du SCRT[24].